# Henning Noes-Pedersen
Henning-Noes Pedersen (1912 i Kolding – 1975) var en dansk arkitekt. 

## Uddannelse og karriere
Efter endt læretid som tømrer blev Noes-Pedersen bygningskonstruktør, hvorefter han flyttede til København for at begynde på Kunstakademiet, hvorfra han blev færdig i 1944.
Efter arkitektuddannelse på Kunstakademiet arbejdede Henning Noes-Pedersen et års tid på Stadsbygmesterens kontor i København, inden han i 1945 vendte hjem til Kolding for at nedsætte sig som selvstændig arkitekt. Her var han resten af sin karriere.

## Værker
- Kolding Købmandsskole (1963)
- Dyrehaveskolen (1964)
- Kolding Nordre Kollegium (1965)
- Bryggeriet Slotsmøllen (1966, nedrevet i 2004)
- Parkskolen (1967)
- Vandtårnet på Sjællandsvej (1967)
- Brændkjærkirken (1971)

Herudover tegnede Noes-Pedersen utallige almennyttige boligbebyggelser, heraf de fleste for Arbejdernes Andels-Boligforening